# Joonas Suotamo
Joonas Viljami Suotamo (pronunciación finlandesa: [ˈjoːnɑs ˈsuotɑmo]; (Espoo, Finlandia, 3 de octubre de 1986) es un 
actor y exjugador de baloncesto finlandés. Conocido particularmente por ser el doble de acción del personaje de Chewbacca en Star Wars: Episodio VII - El despertar de la Fuerza, y el relevo definitivo de Peter Mayhew en Star Wars: Episodio VIII - Los últimos Jedi, Star Wars: Episodio IX - El ascenso de Skywalker y la película de Han Solo: una historia de Star Wars.

## Biografía

### Juventud
Debido a su elevada altura, Suotamo se inclinó hacia la práctica del baloncesto durante su adolescencia. Sin embargo también cultivó un interés por la actuación, participando de algunas obras teatrales. 
En 2005 la Universidad Estatal de Pensilvania lo becó con la intención de que jugara para su equipo de baloncesto en los torneos de la NCAA. Suotamo estudió producción cinematográfica.
Se graduó en diciembre de 2008, retornado a su país para cumplir con el servicio militar el verano siguiente.

### Carrera deportiva
Surgido de la cantera del Espoo Basket Team, fue más tarde reclutado por el Espoon Honka, equipo con el que hizo su debut en la Korisliiga en 2004. Al concluir la temporada, jugó con la selección juvenil de Finlandia en la División B del Eurobasket Sub-20 en Varna, Bulgaria, y en la XXIII Universiada en Esmirna, Turquía. Posteriormente se instaló en los Estados Unidos, habiendo conseguido una beca deportiva para estudiar en la Universidad Estatal de Pensilvania y jugar al baloncesto en el equipo de la institución.
Con los Nittany Lions jugó tres temporadas en la Big Ten Conference de la División I de la NCAA. En total sumó 34 presentaciones, saliendo a la cancha siempre desde la banca. 
Regresó en enero de 2009 a la Korisliiga de Finlandia, fichado por el Lappeenrannan NMKY. Allí permaneció un año y medio, siendo recontratado por el Espoon Honka en septiembre de 2010.
En 2011 retornó al Espoo Basket Team, que en ese momento se encontraba militando en la tercera categoría del baloncesto profesional finlandés. Suotamo lideró al equipo hasta su retiro en 2015, habiendo conseguido en 2012 el ascenso a la segunda categoría.
También ha vendido seguros.

#### Equipos
| Club                     | País           | Año       |
| ------------------------ | -------------- | --------- |
| Espoon Honka             | Finlandia      | 2004-2005 |
| Penn State Nittany Lions | Estados Unidos | 2005-2008 |
| Lappeenrannan NMKY       | Finlandia      | 2009-2010 |
| Espoon Honka             | Finlandia      | 2010-2011 |
| Espoo Basket Team        | Finlandia      | 2011-2015 |

### Carrera artística
Suotamo es actor y músico pero su altura limita los papeles disponibles, así que también se está centrando en dirigir.
En 2015 interpreta el doble de Chewbacca en la película Star Wars: Episodio VII - El despertar de la Fuerza, que es protagonizado por Peter Mayhew y en Star Wars: Episodio VIII - Los últimos Jedi con Mayhew como asesor. Repite el papel en la película Han Solo: una historia de Star Wars y en Star Wars: Episodio IX - El ascenso de Skywalker.

## Filmografía

### Cine
| Año  | Título                                              | Personaje | Notas                            |
| ---- | --------------------------------------------------- | --------- | -------------------------------- |
| 2015 | Star Wars: Episodio VII - El despertar de la Fuerza | Chewbacca | En colaboración con Peter Mayhew |
| 2017 | Star Wars: Episodio VIII - Los últimos Jedi         | Chewbacca | Con supervisión de Peter Mayhew  |
| 2018 | Han Solo: una historia de Star Wars                 | Chewbacca |                                  |
| 2019 | Star Wars: Episodio IX - El ascenso de Skywalker    | Chewbacca |                                  |

### Televisión
| Año       | Título      | Personaje | Notas       |
| --------- | ----------- | --------- | ----------- |
| 2022-2023 | Willow      | El Azote  | 4 episodios |
| 2024      | The Acolyte | Kelnacca  | 5 episodios |
| 2025      | Wednesday   | Largo     | 4 episodios |